# ميلود الشعبي
ميلود الشعبي (1930 شعبة،الصويرة - 16 أبريل 2016) هو أحد رجال الأعمال العصاميين القلائل على قائمة مجال المال والأعمال في المغرب، من عائلة قروية متواضعة من نواحي مدينة الصويرة. برز نجمه كرجل أعمال وسياسي مغربي مؤسس ومدير عام يينا المجموعة الاقتصادية المترامية الاطراف في عدة بلدان عربية كالمغرب، تونس، ليبيا، مصر والإمارات ومالك سلسلة فنادق رياض موغادور المعروفة بعدم تقديمها وبيعها الخمور لزبائنها إضافة إلى سلسلة متاجر أسواق السلام، التي تعد أول سلسلة سوبرماركت عصرية لا تبيع الخمور. يعتبر شخصية بارزة في المغرب بسبب أعماله الاجتماعية التي تقوم بها مؤسسته الخيرية الحاملة لاسمه. تقدر أمواله ب 3 مليار دولار. اختاره قراء يومية Le Matin du Sahara الفرنكفونية، كأفضل مدير مؤسسة لسنة 2007. سنة 2012 صنفته المجلات المختصة كأغنى رجل في المغرب، متجاوزا الملك محمد السادس وعثمان بن جلون. وسادس أغنى رجل أعمال في أفرقيا.
من أبنائه أسماء الشعبي التي تعتبر أول امرأة مغربية تتقلد منصب رئيس مجلس بلدي (عمدة).

## مسيرته الاقتصادية
بعد تلقيه تعليما بسيطا في طفولته بمسجد بلدته خرج لميدان العمل، تارة كراع للماعز، وتارة أخرى كعامل زراعي. لم يكن يتجاوز عمره الخامسة عشر، بعد أن وفر بعض المدخرات من تلك الأعمال البسيطة، بدأ من مراكش وانتقل إلى مدينة القنيطرة حيث أنشأ هناك سنة 1948 أولى شركاته، وهي عبارة عن شركة صغيرة متخصصة في أشغال البناء والإنعاش العقاري. هناك ادعاءات تقول أنه يمتلك  بنك من أهم بنوك المغرب وهو البنك الشعبي.
في القنيطرة وجد الشعبي وسطا اقتصاديا منغلقا، فمجال المال والأعمال في المغرب كان انذاك محتكرا من قبل المعمرين الفرنسيين، وبعض التجار اليهود، وبعض الأسر المغربية العريقة. دخل الشعبي ميدان التحدي والمنافسة ونوع نشاطه واتجه نحو صناعة خزف عبر إطلاق شركة متخصصة سنة 1964. وما أن توفر للشعبي ما يكفي من التجربة والترسيخ في مجال الأعمال حتى بدأ ينظر لفرص شراء شركة عصرية كبيرة. فتقرب من مجموعة دولبو ـ ديماتيت لصناعة وتوزيع تجهيزات الري الزراعي ومواد البناء. غير أن عائلة «دولبو» الفرنسية التي تسيطر على رأسمال المجموعة لم تستسغ دخوله كمساهم في رأسمالها. رفع الشعبي راية التحدي، وأطلق شركة منافسة حطمت أسعار منتجات «دولبو ـ ديماتيت». واستمرت غزوات الشعبي الاقتصادية لسنوات طويلة قبل أن ينتهي الأمر بعائلة دولبو إلى إعلان الهزيمة، واتخاذ قرار بيع مجموعتها الصناعية، التي كانت مشرفة على الإفلاس للشعبي نفسه، وذلك عام 1985. وشكلت هذه العملية طفرة في مسار الشعبي المهني. فعلى إثرها قام بتأسيس مجموعة يينا القابضة.
أصبحت مجموعة يينا كواحدة من أقوى المجموعات الاقتصادية بالمغرب. ففي سنة 1992 أنشأ الشعبي شركة جي بي سي للكارتون والتلفيف. ثم فاز بصفقة تخصيص الشركة الوطنية للبتروكيماويات سنيب سنة 1993. وفي 1994 أطلق شركة إليكترا للمكونات الكهربائية والكابلات وبطاريات التلفزيون، وفي 1998 أطلق سلسلة متاجر أسواق السلام العصرية، تبعها إطلاق أولى وحدات سلسلة فنادق رياض موغادور سنة 1999، لتصبح بذلك إحدى المجموعات الاقتصادية المهمة في المغرب.

## مسيرته السياسية
فاز اسمه بمقعد في مجلس النواب المغربي في انتخابات 2002. وفي الانتخابات البرلمانية 2007 فاز بمقعد تمثيل مدينة الصويرة. في يوليو 2008 شن هجوماً حاداً على حكومة إدريس جطو ودعا إلى تشكيل لجنة تقصّي الحقائق بعد فضيحة بيع الحكومة أراضي الدولة بثمن زهيد دون احترام الإجراءات القانونية لمجموعة الضحى.
وفي الانتخابات التشريعية سنة 2011 أعلن خمسة من النواب الفائزين في الانتخابات عن تشكيل مجموعة نيابية مستقلة مساندة للحكومة بن كيران تحمل اسم «المستقبل»، وتم انتخاب ميلود الشعبي ناطقا باسم المجموعة.
قدم ميلود الشعبي استقالته من البرلمان في ديسمبر 2014، لأسباب شخصية مرتبطة بظروف صحية.

## أعماله الاجتماعية
تأسست مؤسسة ميلود الشعبي للأعمال الاجتماعية والتضامن سنة 1965 وهي تتمتع بصفة جمعية ذات المنفعة العامة بالمغرب. لها عدة فروع في جغرافيا المغرب تلعب دورا مهما في تغذية وإيواء الطلاب والأطفال المتمدرسين.
معروف عن ميلود الشعبي أنه يرفض بيع المشروبات الكحولية في متاجر «أسواق السلام» التابعة له، كما أنه معروف عنه أنه يوقف البيع والشراء في جميع محلاته خلال وقت صلاة الجمعة احتراما لمبادئ الدين الإسلامي، مما يلاقي احتراما واستحسانا من طرف فئات واسعة من الشعب المغربي

## وصلات خارجية
- مجموعة يينا
- مؤسسة ميلود الشعبي